# Treichville

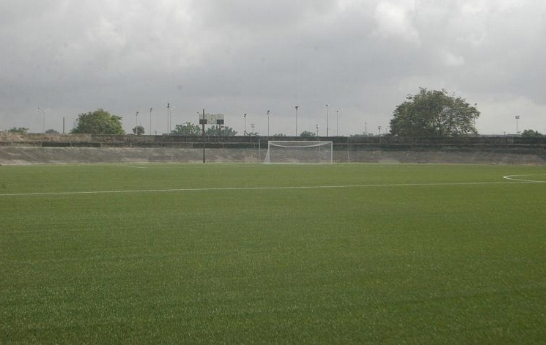
Boisko na terenie dzielnicy

Treichville – dzielnica rozrywki w Abidżanie znajdująca się na południu miasta. W mieście znajduje się wiele lokali, które są źródłem dochodów miasta. Portowa część dzielnicy jest jednym z najmniej bezpiecznych miejsc w Afryce Zachodniej. Nazwa dzielnicy pochodzi z XIX wieku.
Treichville leży nad laguną Ebrié.
W dzielnicy znajduje się hala sportowa Palais des Sports de Treichville.